# Alice McDermott
Alice McDermott (nacida el 27 de junio de 1953) es una escritora estadounidense y profesora de universidad. Su novela Un hombre con encanto la hizo merecedora del American Book Award y del National Book Award for Fiction en 1998.
Actualmente es profesora de humanidades en la cátedra Richard A. Macksey de la Universidad Johns Hopkins.

## Vida
McDermott nació en Brooklyn, Nueva York.
Fue a la St. Boniface School en Elmont, Nueva York, en Long Island (1967), a la Sacred Heart Academy en Hempstead (1971) y a la Universidad Estatal de Nueva York en Oswego, graduándose en el Bachillerato en Artes en 1975, y en el máster de la Universidad de New Hampshire en 1978.
Ha enseñado en la Universidad de California-San Diego y en la American University, fue escritora residente en la Universidad de Lynchburg y en la de Hollins, en Virginia y fue profesora de inglés en la Lynchburg University y en la Hollins University en Virginia, y en la Universidad de New Hampshire. Sus cuentos han aparecido en Ms., Redbook, Mademoiselle, The New Yorker y Seventeen. También ha publicado artículos en The New York Times y The Washington Post.
McDermott vive a las afueras de Washington D. C. con su marido y sus tres hijos. Es católica, aunque alguna vez se ha considerado como "una no muy buena católica."

## Premios y honores
- Aquella noche (1987) — finalista en el National Book Award, el Pen/Faulkner Award y el Premio Pulitzer[2]
- En bodas y entierros (1992) — finalista en el Premio Pulitzer
- Un hombre con encanto (1998) — ganador de un American Book Award (1999) y el National Book Award[3][4]
- Child of My Heart: A Novel (2002) — nominada para el International IMPAC Dublin Literary Award
- After This (2006) — finalista for the Pulitzer Prize[5]
- Alguien (2013) - seleccionado en 2013 para el National Book Award Fiction
- 1987 Whiting Award
- En 2010 recibió el Premio Fitzgerald Award for Achievement in American Literature que se otorga anualmente en Rockville Maryland, la ciudad donde Fitzgerald, su mujer, y su hija están enterrados, como parte del Festival Literario F. Scott Fitzgerald.
- 2013 elegida para el New York Writers Hall of Fame.
- 2014 Premio National Book Critics Circle por Alguien[6][7]
- 2014 Finalista en el premio Dayton Literary Peace.[8]

## Trabajos
- A Bigamist's Daughter. A&C Black. 1982. ISBN 978-1-4088-5323-8. ; Reimpresión 21 de noviembre de 2013
- That Night: A Novel. Farrar, Straus and Giroux. 1987. ISBN 978-1-4299-2974-5.; Reimpresión 21 de febrero de 2005
- At Weddings and Wakes: A Novel. Farrar, Straus and Giroux. 1992. ISBN 978-1-4299-2962-2.; Reimpresión 24 de noviembre de 2009
- Charming Billy: A Novel. Farrar, Straus and Giroux. 1998. ISBN 978-1-4299-2970-7.; Reimpresión 24 de noviembre de 2009
- Child of My Heart, Bloomsbury Publishing, 2002; 2013, ISBN 9781408806678
- After This. Random House Publishing Group. 2006. ISBN 978-0-440-33730-0. Random House Publishing Group. 2006; reimpresión 25 de septiembre de 2007
- Someone: A Novel. Farrar, Straus and Giroux. 10 de septiembre de 2013. ISBN 978-0-374-28109-0.[9]
- These Short, Dark Days. The New Yorker. 24 Ago. 2015: 58-65.
- The Ninth Hour: A Novel. Farrar, Straus y Giroux. 19 de septiembre de 2017. ISBN 9780374280147